# Saint-Léon-sur-l'Isle
Saint-Léon-sur-l'Isle è un comune francese di 2 043 abitanti situato nel dipartimento della Dordogna nella regione della Nuova Aquitania.

## Società

### Evoluzione demografica
Abitanti censiti